# Chef de cabinet
Ne doit pas être confondu avec Directeur de cabinet (France).
Le chef de cabinet est un titre occupé par le collaborateur d'une personnalité politique. Selon les régimes politiques, il peut s'agir du premier conseiller de la personnalité politique ou de la personne qui dirige les employés du cabinet.
Le nom vient du fait que le cabinet désigne généralement l'ensemble des employés d'une personnalité politique.

## Belgique
En Belgique, les fonctions de chef de cabinet et de directeur de cabinet ne font qu'un et sont regroupées sous le vocable de « chef de cabinet ». Un chef de cabinet est à la fois un proche conseiller politique du ministre et le directeur de son cabinet ministériel. 

## Canada
Au Canada, le chef de cabinet est l'employé le plus important du cabinet ministériel. Il dirige les autres employés du cabinet et assiste le ministre dans toutes ses fonctions. Le titre de chef de cabinet n'est pas un titre formel bien que la plupart des personnalités politiques en emploient un.
Plusieurs premiers ministres du Canada ont eu recours au service d'un chef de cabinet. Parmi les plus connus, citons : 
- Pierre Elliott Trudeau : Marc Lalonde[1]
- Jean Chrétien : Jean Pelletier[2]
- Brian Mulroney : Luc Lavoie

Au Québec, la plupart des ministres ont un chef de cabinet. Parmi les chefs de cabinets des premiers ministres du Québec nommons :
- Robert Bourassa : John Parisella[3]
- René Lévesque : Martine Tremblay[4],[5]
- Jacques Parizeau : Jean Royer
- Philippe Couillard : Jean-Louis Dufresne
- François Legault : Martin Koskinen

## France
Le cabinet d'un ministre  est, en France, dirigé par un directeur de cabinet. Le chef de cabinet est chargé à la fois de l’agenda du ministre (un « gentil organisateur » selon l'expression de Christine Fauvet-Mycia), de l'intendance, des déplacements, des discours et souvent également des questions politiques liées à la circonscription électorale du ministre.
Il existe aussi un chef de cabinet de la présidence de la République.

## Union européenne
Le poste de chef de cabinet existe dans l'Union européenne.